# Jeanine Moussier
Jeanine Journeaux, née Moussier le 8 avril 1930 à Lyon et morte le 22 avril 2024 à Saint-Raphaël, est une athlète française.

## Carrière
Jeanine Journeaux est sacrée championne de France du 100 mètres en 1948 à Colombes.
Elle est éliminée en séries du 100 mètres et du relais 4 × 100 mètres aux Jeux olympiques d'été de 1948  à Londres.